# Girvin
Girvin is een plaats (village) in de Canadese provincie Saskatchewan en telt 25 inwoners (2001).